# Hanover (New York)
Pour les articles homonymes, voir Hanover.
Hanover est une ville (town) située dans le comté de Chautauqua, dans l' État de New York, aux États-Unis,. En 2020, elle comptait une population de 6 944 habitants, estimée au 1er juillet 2021 à 6 893 habitants.

## Démographie
Lors du recensement de 2020, la ville comptait une population de 6 944 habitants. Elle est estimée, en 2021, à 6 893 habitants.